# بيلي كامبل (منتج أفلام)
بيلي كامبل (بالإنجليزية: Billy Campbell)‏ هو منتج أفلام أمريكي، ولد في 23 نوفمبر 1959 في كولومبيا في الولايات المتحدة.

## روابط خارجية
- بيلي كامبل على موقع IMDb (الإنجليزية)
- بيلي كامبل على موقع قاعدة بيانات الفيلم (الإنجليزية)